# 巴特尔汗·胡斯别根
巴特尔汗·胡斯别根（1936年11月15日—），中国哈萨克族作家。新疆福海县人。历任县文教干事，新疆日报记者、编辑，中学教师，伊犁人民出版社编辑。

## 生平
1953年毕业于乌鲁木齐师范学校。1955年开始发表作品。1996年加入中国作家协会。

## 作品
著有长篇小说《祖哈巴特尔》、《灵魂》（四部）、《探索》、《靠山》、《奇迹》，短篇小说集《人啊!人》，中篇小说《一昼夜》，长诗《遗憾》、《坟墓头上的课》、《实与梦》，论文《有识之士》、《三人集》及《我的经历》等。